# Gronings AudioVisueel Archief
Het Gronings AudioVisueel Archief (GAVA), gevestigd te Groningen, is het regionale audiovisuele archief van de Nederlandse provincie Groningen. 

## Beschrijving
Het Gronings AudioVisueel Archief werd in 1992 opgericht op initiatief van het toenmalige Gemeentearchief Groningen en het Rijksarchief Groningen, Liga '68, Radio Noord en het bedrijfsleven. Het stelt zich ten doel historisch audiovisueel materiaal over de provincie Groningen te verzamelen, te bewaren en voorzien van zo veel mogelijk informatie te ontsluiten. Het GAVA is een onderdeel van de Groninger Archieven, waar in de studiezaal de collectie van het archief kan worden geraadpleegd. Een groeiend deel van de verzameling wordt daarnaast ook aangeboden op de website van het GAVA.
Tot het Groninger AudioVisueel archief behoort sinds 2006 ook het Poparchief Groningen.